# Ramsey Clark
William Ramsey Clark, född 18 december 1927 i Dallas, Texas, död 9 april 2021 i New York, var en amerikansk advokat, aktivist och progressiv politiker (demokrat). Han innehade ledande befattningar i USA:s justitiedepartement under presidenterna John F. Kennedy och Lyndon B. Johnson. Han tjänstgjorde som USA:s justitieminister 1967–1969 och var innan dess vice (deputy) justitieminister 1965–1967 och biträdande (assistant) justitieminister 1961–1965.
Som justitieminister gjorde Clark sig känd för sitt kraftfulla motstånd mot dödsstraffet, stöd för medborgerliga friheter och rättigheter och sitt engagemang för att upprätthålla USA:s konkurrenslagar. Clark övervakade utformningen av Voting Rights Act 1965 och Civil Rights Act 1968.
Efter att ha lämnat det offentliga ämbetet ledde Clark många progressiva aktivistkampanjer, inklusive opposition mot kriget mot terrorismen. Han erbjöd råd eller juridiskt försvar till olika kontroversiella personer, däribland Charles Taylor, Slobodan Milošević, Saddam Hussein, Muammar Gaddafi och Lyndon LaRouche.

## Biografi
Ramsey Clark var son till Tom C. Clark som var USA:s justitieminister 1945–1949 och domare i USA:s högsta domstol 1949–1967.
Ramsey Clark studerade vid University of Texas at Austin och University of Chicago. Han avlade juristexamen 1950 och var sedan partner i advokatbyrån Clark, Reed and Clark, 1951–1961.
Därefter tjänstgjorde han i det amerikanska justitiedepartementet under presidenterna John F. Kennedy och Lyndon B. Johnson. Han var biträdande justitieminister 1961–1965, vice justitieminister 1965–1967 och justitieminister 1967–1969. En trolig bidragande orsak till Clarks utnämning som USA:s justitieminister var att fadern Tom C. Clark förväntades avgå från högsta domstolen för att undvika jäv. Clarks far avgick den 12 juni 1967 och öppnade vägen för president Johnson att utnämna Thurgood Marshall till högsta domstolen.
I justitiedepartementet fick Clark spela en central roll under viktiga år i medborgarrättssrörelsens historia. Han övervakade de federala myndigheternas närvaro när James Meredith, mörkhyad student, inledde sina studier vid University of Mississippi (Ole Miss). Han undersökte alla skoldistrikt i sydstaterna, efter att en domstol hade beordrat ett slut på rassegregationen. Vidare övervakade han de federala myndigheternas beskydd för medborgarrättsrörelsens marsch från Selma till Montgomery 1965. Han ledde presidentens insatsstyrka till stadsdelen Watts i Los Angeles efter 1965 års kravaller. Han deltog också i planeringen och verkställandet av rösträttslagen Voting Rights Act 1965 och av 1968 års medborgarrättslag.
Efter tiden i justitiedepartementet arbetade Clark som juridikprofessor. Han var aktiv i rörelsen mot Vietnamkriget. 1974 var han kandidat för USA:s senat från delstaten New York men förlorade mot den sittande senatorn, republikanen Jacob K. Javits.
Clark var en mycket känd försvarsadvokat som har arbetat för flera internationellt kända klienter. Ett av hans specialområden var försvar av dem som anklagas för krigsförbrytelser. Bland Clarks klienter fanns sådana som har anklagats för nazistiska krigsförbrytelser, krigsförbrytelser i före detta Jugoslavien och folkmordet i Rwanda. I USA var han advokat för bland annat politikern Lyndon LaRouche och David Koresh som ledde sekten Davidianerna. Den 5 november 2006 blev han utkastad av domaren från rättegången mot Saddam Hussein. Clark hade kallat rättegången en travesti.